# 凱恩斯區政府
凱恩斯區（英語：Cairns Region）是澳大利亞昆士蘭州遠北部的地方政府；2008年，由2個地方政府合併而成，所統籌的政府預算有澳幣2.13億。

## 區議會
區議會有議席10座，選區有10，每區選舉出1名區議員；區長為直選。

## 外部連結
- 凱恩斯區政府官方網站（页面存档备份，存于）